# Secret Night 〜It's My Treat〜
『Secret Night 〜It's My Treat〜』（シークレット・ナイト 〜イッツ・マイ・トリート〜）は、WANDSの9枚目のシングル。

## 概要
原曲は栗林誠一郎の「IT'S MY TREAT」で、2007年に発売されたベスト・アルバム『BEST OF BEST 1000 WANDS』付属のライナーノーツによると元々は、長戸大幸の推奨によって制作したという。ボーカルの上杉も気に入った楽曲であり、プロデューサーに「この曲を歌いたい」と直談判したという。
当時の公式サイトでは「WANDSのロックサウンド路線の実験的な作品」と紹介された。音楽性の変化についてはリスナーと音楽を作る側のギャップが開いてしまうことを恐れ、正直に自分たちのやりたいことをやったと柴崎が後にインタビューで振り返っている。この曲を発売後に、以前のWANDSの楽曲でロックを感じてくれていて期待して待っていてくれたファンがいたことがわかったと上杉は語っている。逆にファンの中で聴くのが怖いなどと言った意見もあり、それらの反応にはがっかりしたと柴崎が語っている。
また、発売直前の1995年1月に放送された最初のバージョンのTVスポットでは、ミックスも最終的なシングルミックスとは違うものが使用されており、またサブタイトルの「It's My Treat」は、この時点ではまだ付いておらず、シングルのジャケット写真も背景がオレンジ色で3人が同時に映っているものが使用されていた。2月にはジャケット写真が上杉の顔の上半分がアップで写っているものに変更され、サブタイトルが冠されたTVスポットに変更されている。

## ミュージックビデオ
スタジオで固定カメラでメンバーが演奏する様を撮影した白黒のもの(WANDS HISTORICAL BEST発売当初に何度か流れた)と、お蔵入りとなったジャケット撮影の様子を撮影したもの、キャップをかぶった上杉がレコーディングマイクの前で歌唱する場面を収録したもの、3種類が存在する。

## ライブ
WANDS初の本格的な全国ツアー「LIVE-JUNK #2」のオープニングナンバーとして取り上げられ、そのライブ映像が『BEST OF WANDS VIDEO HISTORY』に収録されている。また、カメラアングルが一部変更されたバージョンがTBSチャンネルなどで放送された。そちらは現在Musingで配信されている『90's J-POP ARCHIVE -WANDS-』で視聴可能。

## 記録
初動売上はWANDSのシングルで最高を記録し、現段階で最後にオリコンシングルチャート1位を獲得した作品となっている。累計売上63.1万枚。

## 収録曲
| #         | タイトル                           | 作詞                                      | 作曲       | 編曲       | 時間  |
| --------- | ---------------------------------- | ----------------------------------------- | ---------- | ---------- | ----- |
| 1.        | 「Secret Night 〜It's My Treat〜」 | 上杉昇 英作詞(“It's My Treat”):栗林誠一郎 | 栗林誠一郎 | 池田大介   | 5:25  |
| 2.        | 「KEEP ON DREAM」                  | 上杉昇                                    | 柴崎浩     | 葉山たけし | 4:51  |
| 合計時間: | 合計時間:                          | 合計時間:                                 | 合計時間:  | 合計時間:  | 10:16 |

## 楽曲解説
1. Secret Night 〜It's My Treat〜
  - TBS系『COUNT DOWN TV』オープニングテーマ。
  - 編曲に初めて池田大介を起用した。
2. KEEP ON DREAM

## 第5期Ver.
2020年、第5期メンバーにより「Secret Night 〜It's My Treat〜 [WANDS 第5期ver.]」としてリメイクされた。アルバム『BURN THE SECRET』に収録され、アルバム発売前の2020年9月19日に先行配信した。
TBS系『CDTVサタデー』の2020年9月度エンディングテーマに起用され、オリジナル版同様にCOUNT DOWN TVのタイアップとして起用された。

## 収録アルバム
- PIECE OF MY SOUL (#1)
- WANDS BEST 〜HISTORICAL BEST ALBUM〜 (#1)
- BEST OF WANDS HISTORY (#1)
- complete of WANDS at the BEING studio (#1)
- BEST OF BEST 1000 WANDS (#1)
- BURN THE SECRET (#1、第5期ver.)
- WANDS BEST HITS (#1)

## 参加ミュージシャン
- 青山純 - ドラム
- 渡辺直樹 - ベース